# Masters (album)
Masters – piąty album zespołu Masters wydany 9 czerwca 2014 roku w firmie fonograficznej Lemon Records. Płyta zawiera 15 utworów w tym trzy bonusy. Na płycie znajdują się takie hity jak "Serce do koperty", "Słodka jak miód" czy "Schody do nieba". Do piosenek "Serce do koperty", "Schody do nieba", "Poszukaj szczęścia", "Słodka jak miód" oraz "Ta nieznana" zostały nagrane teledyski.

## Lista utworów
1. "Serce do koperty"
2. "Nie zostaniesz sama"
3. "Z Tobą to nie grzech"
4. "Schody do nieba"
5. "Poszukaj szczęścia"
6. "Słodka jak miód"
7. "Otwórz serce"
8. "Całkiem przypadkiem"
9. "Czytam w Twoich oczach"
10. "Ta nieznana"
11. "Zakochałem się"
12. "Quiero"
13. "Serce do koperty" (remix)–bonus
14. "Poszukaj szczęścia" (remix)–bonus
15. "Szukam dziewczyny"